# Leon Šušnja
Leon Šušnja (* 5. August 1993 in Široki Brijeg, Bosnien und Herzegowina) ist ein kroatischer Handballspieler.

## Karriere

### Verein
Leon Šušnja lernte das Handballspielen beim RK Novska. Beim RK Moslavina kam der 2,04 m große Kreisläufer in den Spielzeiten 2009/10 und 2010/11 zu ersten Einsätzen in der kroatischen Premijer Liga. Ab 2013 lief er für den Serienmeister RK Zagreb auf, mit dem er von 2014 bis 2019 jeweils Meister und Pokalsieger wurde. Seit 2019 spielt Šušnja in Polen beim Verein Wisła Płock, mit dem er 2022, 2023 und 2024 den polnischen Pokal sowie 2024 und 2025 die Meisterschaft gewann.

### Nationalmannschaft
Mit der kroatischen Nationalmannschaft gewann Leon Šušnja das Handballturnier bei den Mittelmeerspielen 2018. Bei der Europameisterschaft 2022 erreichte man den 8. Platz, dabei warf er zwei Tore in seinem einzigen Einsatz. Bei der Weltmeisterschaft 2023 kam man auf den 9. Platz, dabei wurde er sechsmal eingesetzt. Bei der Weltmeisterschaft 2025 warf Šušnja ein Tor in neun Partien und gewann mit Kroatien die Silbermedaille.